# Brewster F2A
Die Brewster F2A Buffalo der Brewster Aeronautical Corporation war der erste bei Kampfeinheiten der US Navy eingesetzte Jagd-Eindecker. Die Maschine wurde bei vielen Luftstreitkräften eingesetzt. Sie war trotz ihrer Schwächen in Konstruktion und Leistung teilweise relativ erfolgreich im Luftkampf, insbesondere in finnischen Diensten im Fortsetzungskrieg gegen die Sowjetunion. Die Maschinen wurden schon im April bzw. Juni 1942 wegen ihrer Verluste aus den Luftkampfverbänden der USA zurückgezogen.

## Entwicklung

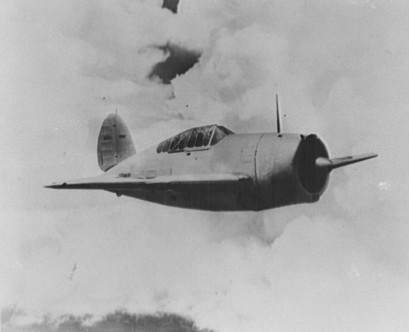
F2A-1 der US Navy, 1940

Das Flugzeug entstand aus einer US-Navy-Ausschreibung von 1936 für ein neues trägergestütztes Jagdflugzeug. Das Ergebnis war ein Eindecker mit beiklappbaren Tragflächen, einziehbarem Fahrwerk und einem Fanghaken. Die Brewster stand in Konkurrenz zu Maschinen wie Grumman F4F Wildcat und Seversky P-35. Da die Buffalo der erste Jagdflugzeugentwurf von Brewster war, hätte die Bezeichnung nach den damaligen Richtlinien der US Navy eigentlich Brewster FA lauten müssen. Die abweichende Benennung ist wohl darin begründet, dass die Bezeichnung FA bereits für das Doppeldecker-Jagdflugzeug General Aviation XFA vergeben war.
Der erste Prototyp XF2A-1 flog erstmals im Dezember 1937. Nach Tests der US Navy wurde im Juni 1938 54 Maschinen des Typs F2A-1 bestellt. Der Erstflug der F2A-1 erfolgte im Januar 1938.

## Varianten
- F2A-1: 53 gebaut
- F2A-2: 43 gebaut
- F2A-3: 108 gebaut
- B-239: 44 an Finnland
- B-339B: 40 an Belgien
- B-339C/D: 72 gebaut für die Niederlande
- B-339E: 170 an Großbritannien
- B-339-23: 20 an die Niederlande

## Einsatzgeschichte
Die ersten zehn Maschinen erreichten im Juni 1939 die US Navy und gingen an die Jagdstaffel VF-3 auf der Saratoga. Die restlichen 44 F2A-1 gingen an Finnland, wo sie erfolgreich bis 1944 eingesetzt wurden.
Zur großen Überraschung der Finnen waren alle Teile der US-Marine wie Kanonen, Visiere, Instrumente und Trägerausrüstung in der Fabrik aus den Maschinen entfernt worden.
Die 43 gebauten F2A-2 hatten einen stärkeren Motor (Wright R-1820-40 mit 1200 PS), einen elektrisch verstellbaren Propeller und einen verbesserten Vergaser. Bei der Jagdstaffel VF-3 ersetzte die F2A-2 die F2A-1, ferner erhielt die Jagdstaffel VF-2 der Lexington diese Version. Acht F2A-1 wurden zu F2A-2 modifiziert und dienten 1941 bei der Aufklärungsstaffel VS-201 auf dem Geleitflugzeugträger Long Island.
Ihr folgte die Version F2A-3 nach. Der Rumpf wurde um 25 Zentimeter verlängert und es wurden weitere Kraftstofftanks eingebaut. Cockpit sowie Treibstofftanks wurden gepanzert und die Kanzel wurde verändert, um die Sicht des Piloten zu verbessern. Aufgrund dieser Änderungen nahm das Gewicht der Maschine zu und führte zu wesentlich verschlechterten Flugleistungen, lediglich die Reichweite war stark verbessert worden. Bis April 1942 waren alle F2A der US Navy in den Kampfstaffeln durch Grumman F4F ersetzt und an das US Marine Corps abgegeben worden. Trainingsstaffeln in Miami flogen die restlichen F2A noch bis 1944/45, bevor diese verschrottet wurden.

### US Marine Corps

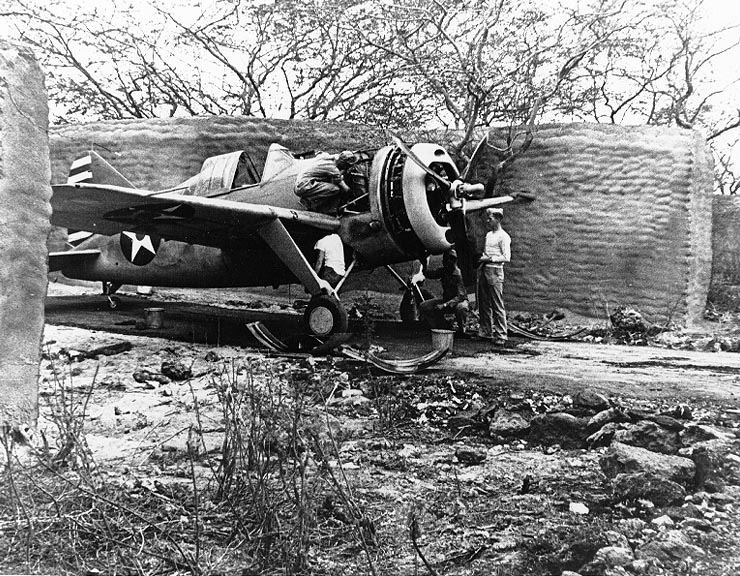
F2A-3 des USMC auf Hawaii, April 1942

Beim US Marine Corps flogen die Jagdstaffeln VMF-211 und VMF-221 die F2A. VMF-221 konnte am 10. März 1942 einen Kawanishi-H8K1-Aufklärer bei Midway abschießen. In der Schlacht von Midway verlor die Staffel am 4. Juni 1942 jedoch 13 von 20 eingesetzten Maschinen. Sie waren den japanischen Mitsubishi A6M Zero deutlich unterlegen und wurden daraufhin ausgemustert. Captain (Hauptmann des USMC) Philip R. White von VMF-221 sagte nach dem Kampf: „Ich glaube, dass jeder Kommandeur, der seine Piloten in F2A-3 in den Kampf beordert, seine Männer als verloren ansehen muss, noch bevor sie den Boden verlassen haben.“ Neben der unzureichenden Leistung der Buffalo gab es aber noch andere Gründe für die hohen Verluste. Die unerfahrenen amerikanischen Piloten setzten genau die falsche Luftkampftaktik ein, als sie die sehr erfahrenen japanischen Piloten in Kurvenkämpfe verwickelten.

### Belgien
Am 11. Dezember 1939 bestellte Belgien 40 F2A-2 als B-339B. Es konnte jedoch nur eine Maschine an Belgien geliefert werden, bevor Belgien 1940 von deutschen Truppen besetzt wurde. Die deutsche Luftwaffe soll dieses Flugzeug getestet haben. Sechs weitere B-339B wurden daraufhin nach Frankreich verschifft, nach der Kapitulation Frankreichs aber nach Martinique umgeleitet und dort 1940 wohl von amerikanischen Agenten zerstört. Die restlichen Flugzeuge wurden an Großbritannien übergeben. Hier wurden sie als unbrauchbar für den Luftkrieg in Europa befunden und mit der Staffel No. 805 im Nahen Osten eingesetzt. Ein Flugzeug wurde von deutschen Truppen auf Kreta erbeutet.

### Commonwealth

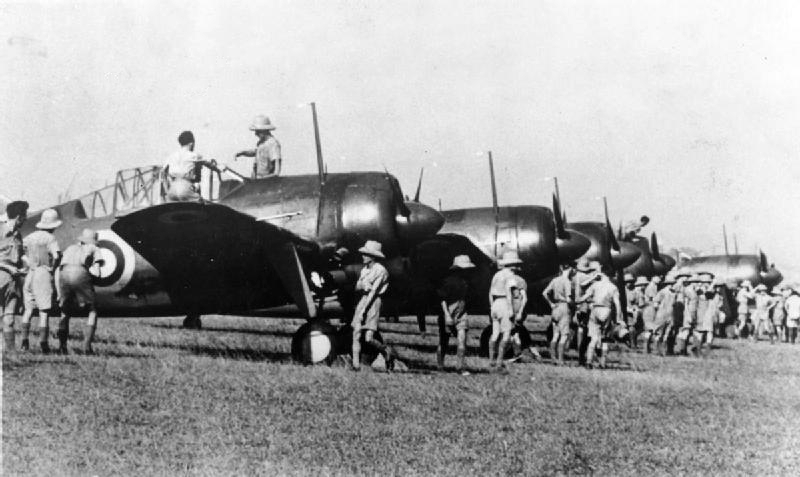
Buffalo Mk I der RAAF in Singapur, Oktober 1941

Obwohl das britische Luftfahrtministerium 1939 die F2A abgelehnt hatte, da die Maschinen nicht gegen die deutschen Messerschmitt Bf 109 bestehen konnten, orderte es 1940 170 F2A-2 als B-339E für den Einsatz im Fernen Osten. Hier flogen die Staffeln No. 67 und 243 der RAF, No. 21 und 43 der RAAF und die No. 488 der RNZAF die Buffalo. Die Staffel No. 67 war in Burma stationiert, die anderen Staffeln in Singapur. In den ersten Monaten des Pazifikkrieges wurden etwa 60–70 Buffalos abgeschossen, etwa 40 am Boden zerstört und ungefähr 20 gingen bei Unfällen verloren. Vier wurden an die niederländischen Luftstreitkräfte übergeben und sechs nach Indien verbracht. Die Piloten der Commonwealth-Buffalos hatten ihrerseits etwa 80 japanische Flugzeuge abgeschossen.

### Niederländisch-Ostindien

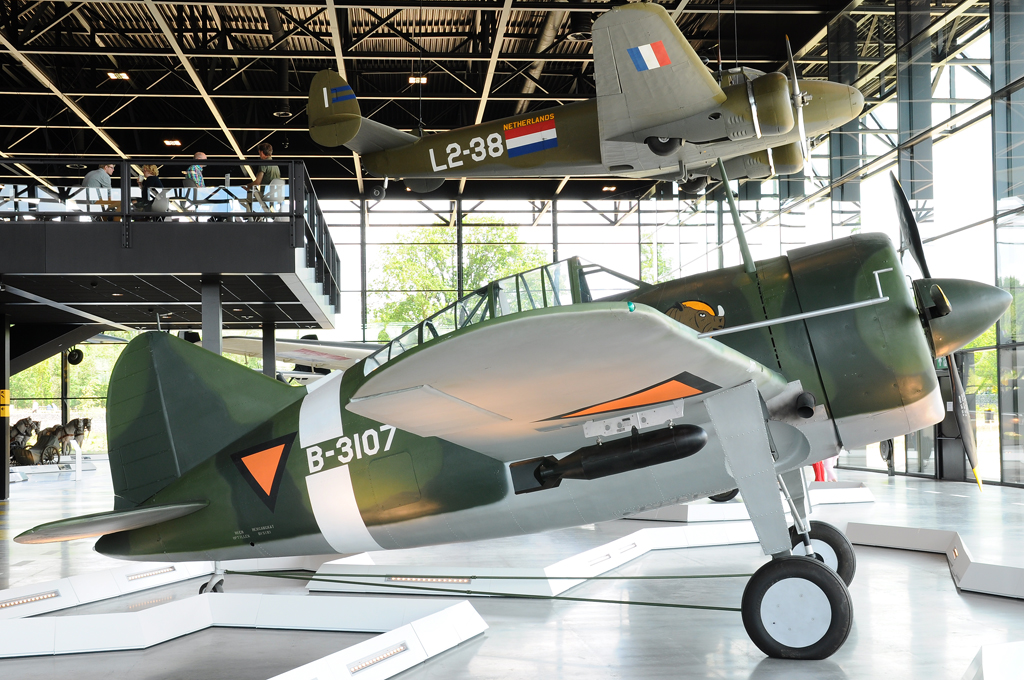
Nachbau einer Brewster B-339C wie sie bei den Niederländisch-Indischen Luftstreitkräften in Singapur Ende 1941/Anfang 1942 eingesetzt wurde

Die niederländischen Luftstreitkräfte bestellte 144 Brewster B-339C und B-339D-Modelle, die ebenfalls im Wesentlichen der F2A-2 entsprachen. Sie hatten bessere Motoren (Wright R-1820-G105 oder -G205). Nach dem Fall der Niederlande wurde die Bestellung auf 72 Maschinen reduziert, die zwischen April und September 1941 geliefert wurden. Vier Jagdstaffeln (1-VLG V, 2-VLG, 3-VLV IV und 3-VLG V) flogen die Buffalo. Die Staffel 2-VLG V half den Briten bei der Verteidigung von Singapur, kehrte aber noch vor dessen Kapitulation wieder nach Java zurück. Einsätze wurden auch in Borneo als Bomber-Begleitschutz und zur Platzsicherung geflogen. Selten wurden sie als Sturzkampfbomber gegen japanische Truppentransporter eingesetzt. Die Buffalos waren gegenüber den japanischen Flugzeugen zu leistungsschwach und flogen am 7. März 1942 ihren letzten Einsatz von Java aus. 30 Buffalos wurden abgeschossen und 15 am Boden zerstört. Die Niederländer beanspruchten 55 Abschüsse für sich.
Am 19. Februar 1942 griffen acht Buffalos eine 35 Maschinen starke japanische Bomberformation an, die von 20 Mitsubishi-A6M-Zero-Jägern eskortiert wurde. Elf japanische Flugzeuge wurden bei vier eigenen Verlusten abgeschossen.
1941 bestellten die Niederlande nochmals 20 B-339-23, die Exportversion der F2A-3. Sie wurden im Frühjahr 1942 geliefert, wegen des Falls Niederländisch-Ostindiens, aber nach Australien umgeleitet. Dort erhielten sie einen Anstrich der USAAF, die sie aber an Australien weitergab. Die RAAF setzte sechs Maschinen bei der Aufklärungsstaffel No. 1 PRU ein und neun bei der in Perth stationieren Staffel No. 25. 1944 wurden sie an die USAAF zurückgegeben und verschrottet.

### Finnland
Für den Winterkrieg 1939/40 kamen die 44 Brewster zu spät, waren aber im erneuten Krieg gegen die Sowjetunion ab 1941 sehr erfolgreich. Die Maschine hieß dort nicht „Buffalo“, sondern „Taivaan helmi“, was so viel wie „Himmelsperle“ bedeutet. Sie wurden 1941 bis 1944 von der Jagdstaffel LeLv 24 eingesetzt, danach bis 1948 von HLeLv 26. Die Maschine war sehr leicht zu fliegen und Piloten nannten sie auch „Gentlemanflugzeug“, im Gegensatz zur Messerschmitt Bf 109, die sie „Killerflugzeug“ nannten. Während ihres Einsatzes wurden den F2A bei 19 Verlusten 496 Abschüsse zuerkannt, was einer Verlustrate von 26 zu 1 entspricht. Der erfolgreichste Buffalo-Pilot war Hans Wind mit 39 Abschüssen. Der letzte Luftsieg einer Brewster erfolgte am 3. Oktober 1944 gegen eine deutsche Junkers Ju 87, nachdem Finnland die Seiten gewechselt hatte.

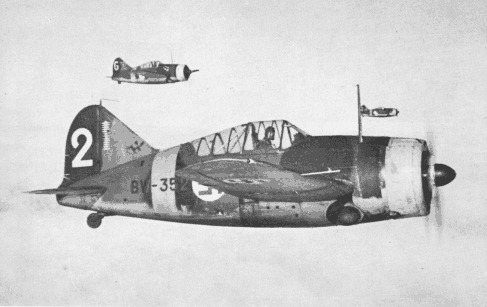
Finnische B-239

Finnland erhielt Flugzeuge, die ursprünglich von der US-amerikanischen Marineluftwaffe (USNAF) geordert worden waren. Wegen der Dringlichkeit (Finnland befand sich bereits im Krieg mit der Sowjetunion) wurde diese Lieferung vorgezogen. Die von der USNAF für den Einsatz auf Flugzeugträgern spezifizierten Flugzeuge wurden vor der Auslieferung umgerüstet. Katapultgeschirr und Fanghaken wurden ausgebaut. Die B-239 erhielten Wright-R-1820-G5-Sternmotoren mit 950 bhp Leistung und eine einfachere Zielvorrichtung.
Die Flugzeuge wurden zerlegt nach Trollhättan in Schweden verschifft, wo sie von Mechanikern der norwegischen Luftstreitkräfte montiert wurden. An der Überführung nach Finnland waren amerikanische und finnische Piloten beteiligt. Nur sechs Flugzeuge gelangten vor dem Kriegsende am 3. März 1940 nach Finnland. Sie erhielten hier die Nummern BW-351 bis BW-394. Nachträglich wurden gepanzerte Sitzlehnen und Reflexvisiere eingebaut. Die Finnen ersetzten 1943 die zwei 7,62-mm-MG durch zwei 12,7-mm-MG.
Während des Krieges wurde an einem Nachfolger für die Buffalo gearbeitet, allerdings wurde nur ein Prototyp namens VL Humu konstruiert. Der letzte Flug einer Brewster in finnischen Diensten erfolgte am 14. September 1948. 1948 wurde der F2A/Humu-Prototyp restauriert und ist heute im Finnischen Luftwaffenmuseum in Tikkakoski ausgestellt. 1998 wurde die F2A „BW-372“ in gutem Zustand aus einem See in Karelien geborgen. Nach einigen Umwegen gelangte das Flugzeug schließlich im August 2004 in das National Museum of Naval Aviation auf der Naval Air Station Pensacola (Florida), das es wieder in den Zustand versetzen will, in dem es bei den finnischen Luftstreitkräften eingesetzt wurde.

### Verwendung der Brewster Buffalo

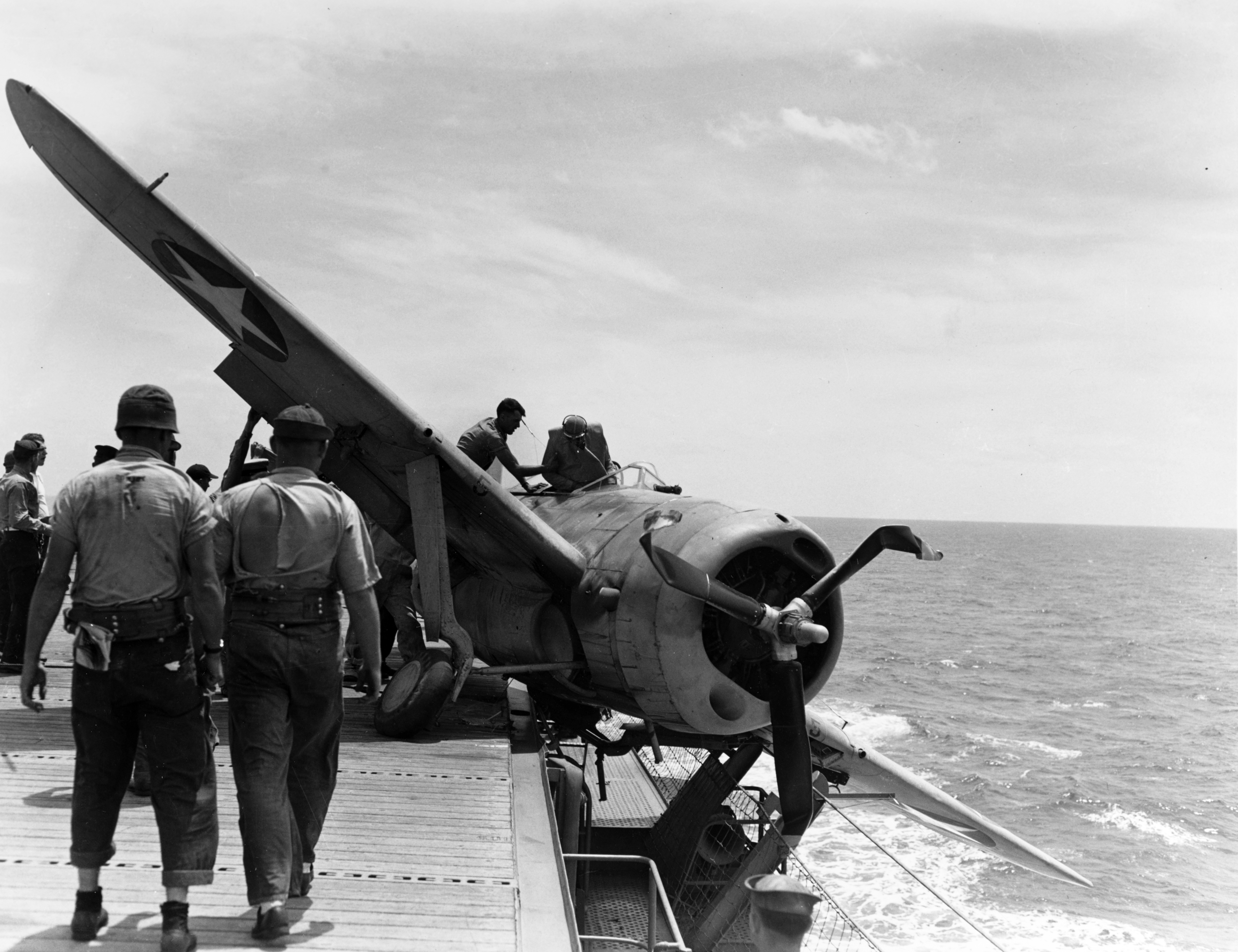
Landeunfall einer F2A-3 auf der USS Long Island, Juli 1942

#### United States Navy
- VF-2, Lexington
- VF-3, Saratoga
- VS-201, Long Island

#### United States Marine Corps
- VMF-211, Schutz des Palmyra-Atolls
- VMF-221, im Einsatz in der Schlacht von Midway

#### Royal Air Force
- No. 60 Squadron
- No. 67 Squadron
- No. 71 Squadron
- No. 146 Squadron
- No. 243 Squadron (die meisten Piloten waren von der RNZAF)

#### Fleet Air Arm

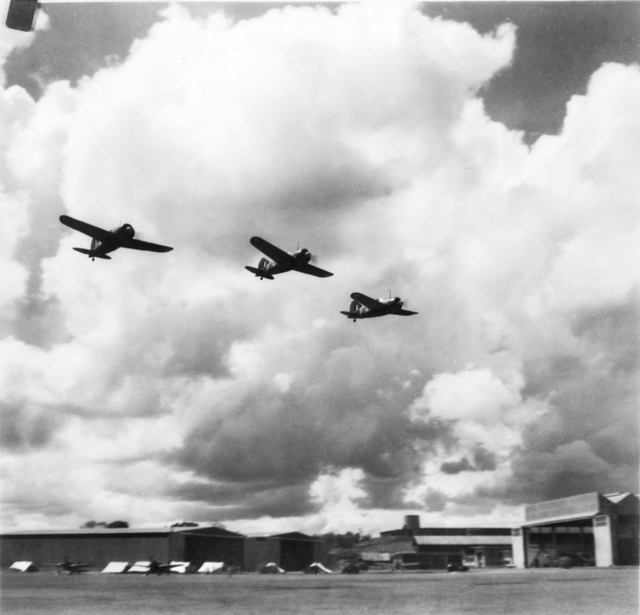
Buffalos der 21 Sqn. RAAF in Malaysia, November 1941.

- No. 759 Squadron
- No. 760 Squadron
- No. 804 Squadron
- No. 805 Squadron
- No. 885 Squadron

#### Royal Australian Air Force
- No. 1 Photographic Reconnaissance Unit
- No. 21 Squadron
- No. 24 Squadron
- No. 453 Squadron

#### Royal New Zealand Air Force
- No. 14 Squadron
- No. 488 Squadron

#### Niederländische Luftstreitkräfte
- 1-VLG-V
- 2-VLG-V
- 3-VLG-IV
- 3-VLG-V

#### Finnische Luftstreitkräfte
- LentoLaivue 24 / HävittäjäLentoLaivue 24 (1941–1944)
- HävittäjäLentoLaivue 26 (1944–1945)

#### Kaiserlich Japanische Heeresluftstreitkräfte
Mindestens acht Buffalos wurden von den Japanern erbeutet, einige dieser Maschinen wurden repariert und mit japanischen Kennzeichen zu Testzwecken geflogen.

## Produktion
Abnahme der Brewster F2A durch die US Navy:
| Version                         | 1938/1939 | 1940 | 1941 | 1942 | SUMME |
| ------------------------------- | --------- | ---- | ---- | ---- | ----- |
| XF2A-1                          | 1         |      |      |      | 1     |
| F2A-1                           | 11        |      |      |      | 11    |
| F2A-2                           |           | 43   |      |      | 43    |
| F2A-3                           |           |      | 108  |      | 108   |
| B-239 Finnland                  | 6         | 38   |      |      | 44    |
| B-339B Belgium                  |           | 40   |      |      | 40    |
| B-339C/D Netherlands East India |           | 39   | 33   |      | 72    |
| Buffalo Mk. I                   |           |      | 170  |      | 170   |
| B-339-23 Netherlands East India |           |      |      | 20   | 20    |
| SUMME                           | 18        | 160  | 311  | 20   | 509   |

## Technische Daten

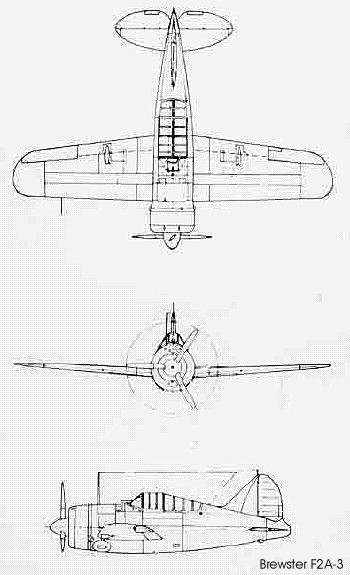
Dreiseitenriss einer F2A-3

| Kenngröße             | Daten F2A-1                                                                     |
| --------------------- | ------------------------------------------------------------------------------- |
| Besatzung             | 1                                                                               |
| Länge                 | 7,90 m                                                                          |
| Spannweite            | 10,7 m                                                                          |
| Höhe                  | 3,6 m                                                                           |
| Flügelfläche          | 19,4 m²                                                                         |
| Flügelstreckung       | 5,9                                                                             |
| Leermasse             | 1717 kg                                                                         |
| Startmasse            | 2286 kg                                                                         |
| Triebwerk             | ein Wright R-1820-34-Sternmotor mit 708 kW (950 PS)                             |
| Höchstgeschwindigkeit | 500 km/h in 5500 m Höhe                                                         |
| Dienstgipfelhöhe      | 10.100 m                                                                        |
| Reichweite            | 1600 km                                                                         |
| Bewaffnung            | ein 7,62-mm-MG und ein 12,7-mm-MG (optional zwei 12,7-mm-MG in den Tragflächen) |